# Paraje El Jardín
Paraje El Jardín es un paraje rural ubicado en el departamento General López al sur de la provincia de Santa Fe. Se encuentra sobre la RP 14.16

## Ferrocarril
- Estación El Jardín

## Escuelas de Educación
- Escuela rural

- Datos: Q6061009